# M字開脚
M字開脚（エムじかいきゃく）とは、人間が膝を曲げながら両足を開く姿勢のこと。正面から見ると、両足の形がMの字に似ていることからこの名前がついた。

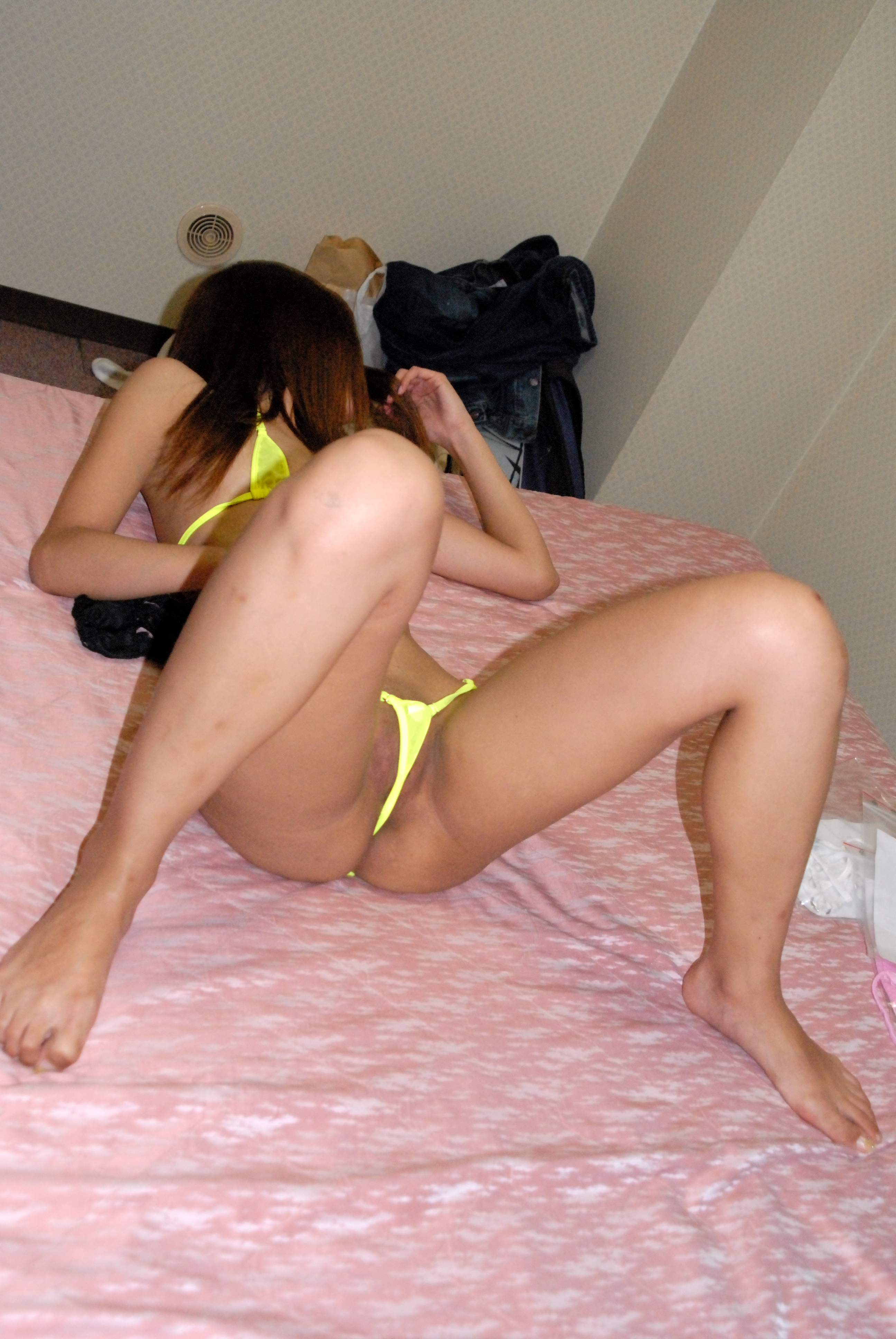

この姿勢は、主にアダルトビデオ・グラビア写真やストリップティーズなどでの女性・女優の定番ポーズのひとつである。グラビア写真では水着または下着をつけてM字開脚を行うことが多いが、アダルトビデオやストリップ劇場などでは、全裸で行うことも普通である。
グラビアでは、インリン・オブ・ジョイトイが積極的にこのポーズを行い、M字という言葉を広めたものだとされており、「M字開脚といえばインリン・オブ・ジョイトイ」というイメージが強い。インリンがハッスルで得意技としているのが、相手の上にM字でまたがる「M字ビターン」という技である。この技の好評を受けて、ハッスルは2005年に「M字ビターンコンテスト」を3回開催した。